# 工人左翼团结
工人左翼团结（波斯語：اتحاد چپ کارگری）是伊朗的一个极左翼反对派政党联盟，目前处于流亡状态。该联盟的成员有：伊朗革命工人组织（工人道路）、伊朗共产主义敢死联盟、社会主义和革命倾向、和伊朗工人团结运动、敢死少数派行动者。